# Fritz Rumpf

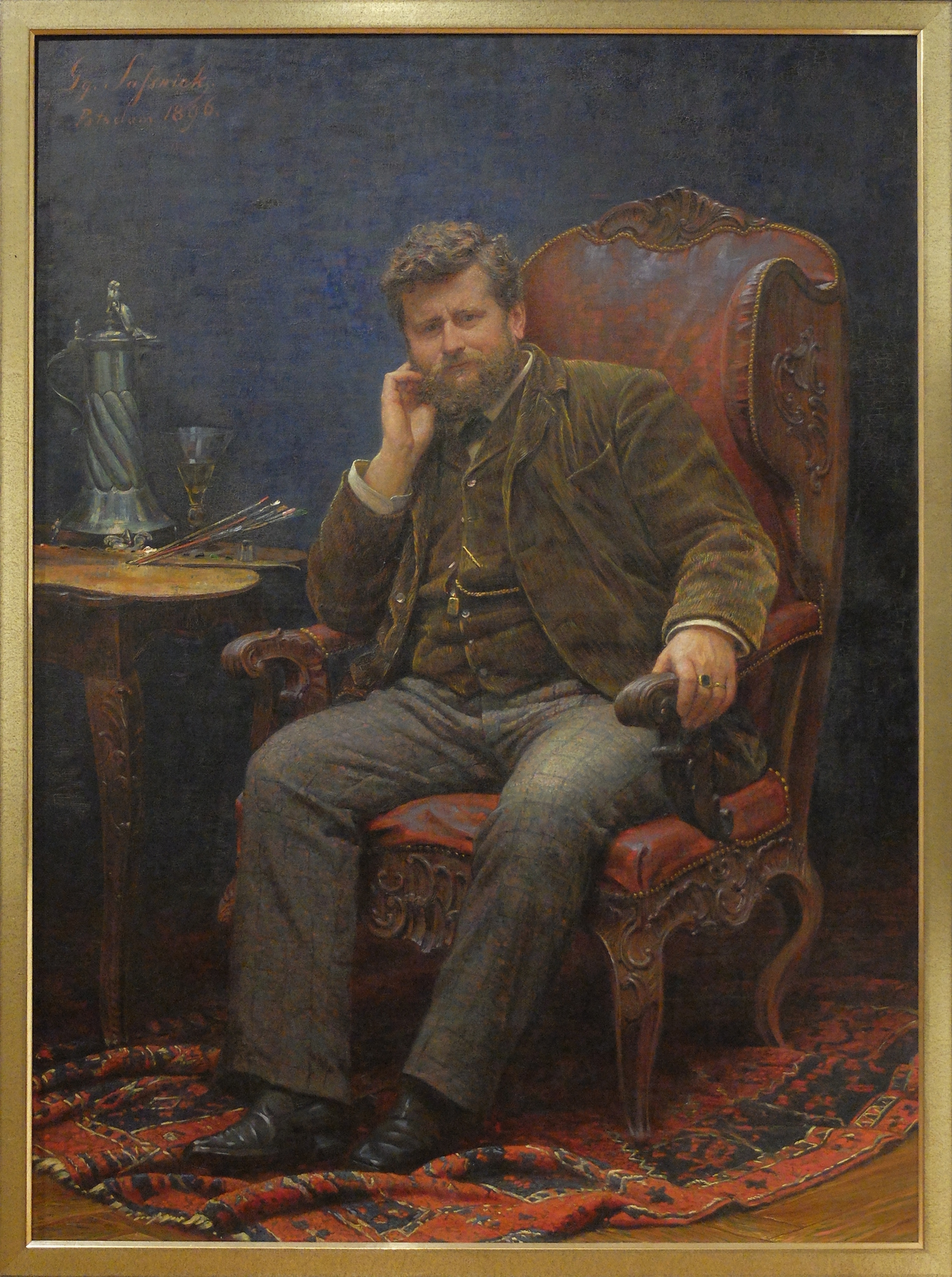
Fritz Rumpf, 1896 von Georg Sassnick

Fritz Rumpf (* 16. Februar 1856 in Frankfurt am Main; † 23. Juli 1927 in Potsdam) (der Ältere) war ein deutscher Maler, Kunstsammler, Schriftsteller, von 1918 bis 1923 ehrenamtlicher Stadtrat in Potsdam und Erbauer der Villa Rumpf in Potsdam.

## Vorfahren

### Urgroßvater
Johann Georg Friedrich Rumpf (1729–1774) war der zweite Pfarrer in Oberroßbach. Er war verheiratet mit der Pfarrerstochter Susanne Marie. Seine Vorfahren war seit der Reformation evangelisch und überwiegend Pfarrer in Oberhessen, besonders im Raum Butzbach. Der Stammbau der Familie Rumpf lässt sich bis 1480 zurückverfolgen. 1772, zwei Jahre nach der Geburt des jüngsten Sohnes Friedrich Karl Rumpf (1772–1824) starb er. Der älteste Sohn Ludwig Daniel Philipp Rumpf (1762-NN) holte den Halbwaisen Bruder nach Frankfurt am Main und finanzierte ihm eine hervorragende Ausbildung.

### Großvater (väterlich)
Friedrich Karl Rumpf (* 16. September 1772 in Oberroßbach; † 7. Oktober 1824 in Gießen) war ein deutscher Literaturwissenschaftler, Rhetoriker, evangelischer Theologe und Altphilologe. Er heiratete am 11. Juli 1805 in Frankfurt am Main die zehn Jahre jüngere Christine Margarethe Fresenius (8. Juni 1782 – 23. April 1873). Sie war eine Tochter von Ludwig Friedrich Wilhelm Fresenius, Konsistorialrates, Oberpfarrer und Rektor des Waisenhauses in Bad Homburg. Von ihren acht Kindern überlebten nur vier.

### Vater
Remigius Ernst Friedrich Karl Rumpf (* 30. September 1811 in Gießen; † 6. Januar 1893 in Frankfurt am Main), Rechtskonsulent der Stadt Frankfurt am Main. Von ursprünglich acht Geschwister überlebte mit ihm vier. Dies waren
- Bruder/Onkel von Fritz – Jakob Heinrich Samuel Rumpf (* 26. Dezember 1813 in Gießen † 22. Januar 1889 in Frankfurt am Main) war ein deutscher Pädagoge und Philologe
- Bruder/Onkel von Fritz – Wilhelm Heinrich Christian Rumpf (* 2. Juli 1822 in Gießen; † 23. Juni 1885 in Gießen) Philologe und Bibliothekar (Kustus der Universitätsbibliothek)
- Schwester/Tante von Fritz – Marie Luise Gertrud Charlotte Rumpf (* 27. August 1819 in Gießen; † 23. April 1873 in Wiesbaden) verh. 21. September 1845 mit dem geheimen Hofrat und Chemiker in Wiesbaden Carl Remigius Fresenius.

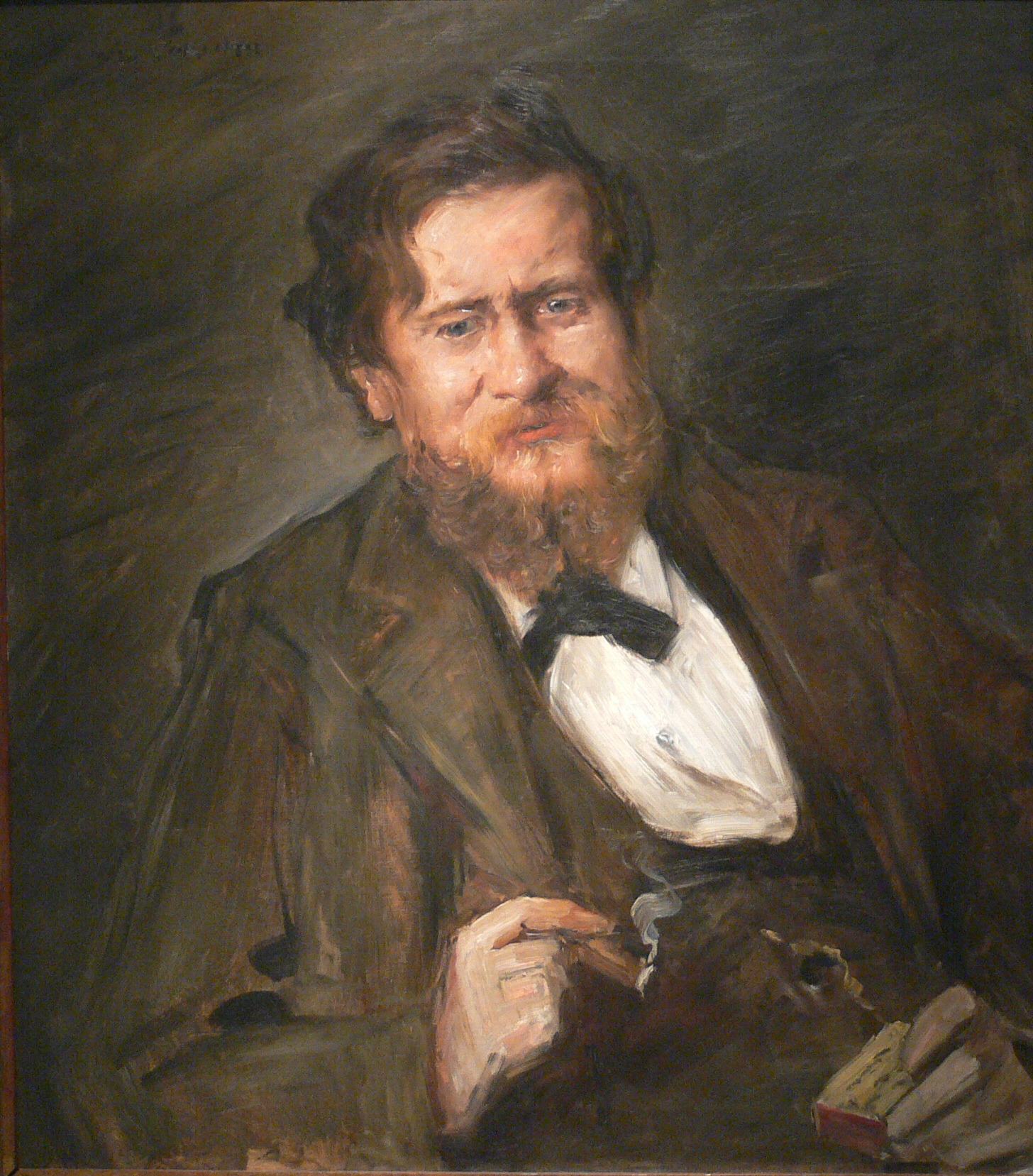
Porträt des Malers Fritz Rumpf, 1901 von Lovis Corinth

## Ausbildung
Der Vater Remigius Ernst Friedrich Karl Rumpf bestand zunächst für seinen Sohn Fritz Rumpf auf eine kaufmännische Ausbildung in einem Frankfurter Bankhaus, erlaubte ihm aber auch einen längeren Aufenthalt in Lausanne zur Verbesserung seiner französischen Sprachkenntnisse. Danach durfte Fritz Rumpf das Frankfurter Städelsche Kunstinstitut und die Kunstakademie in Kassel besuchen. Von der sich rasch entwickelnden Berliner Kunstszene wurde er stark angezogen und so wechselte er in die neue Reichshauptstadt, um dort an deren Kunstakademie seine Studien fortzusetzen.
Auch seine Mitschüler aus dem Städelschen Kunstinstitut, wie z. B. die Maler Robert Forell aus Frankfurt, sowie der Landschaftsmaler, Bildhauer und Radierer Johann Georg Mohr, Oscar Goebel, Jacob Happ (1861–1936) und der Bildhauer Hugo Kaufmann (1868–1919) arbeiteten in Berlin.

## Familie
Hier lernte er Margarethe Gatterer (* 8. März 1862) aus Schwaben kennen, die er ohne Wissen seiner Familie in Frankfurt in Berlin heiratete. Mit ihr hatte er sechs Kinder.
Alle sechs Geschwister, wie u. a.
- die älteste Tochter Gertraut
- der älteste Sohn Friedrich Karl Georg (1888–1949)[1] (auch der jüngere Fritz Rumpf genannt), Zeichner des Oita-Gelbbuch mit Reimen und Illustrationen über das Lagerleben in einem japanischen Kriegsgefangenenlager[2] und bedeutender Japanologe
- der zweitälteste Sohn Karl-Heinrich (1889–1914), Artillerieleutnant, gefallen 1914 in Lotz
- der jüngste Sohn Andreas Rumpf (1890–1966), deutscher Klassischer Archäologe

sind auf dem nebenstehenden Bild zu sehen.

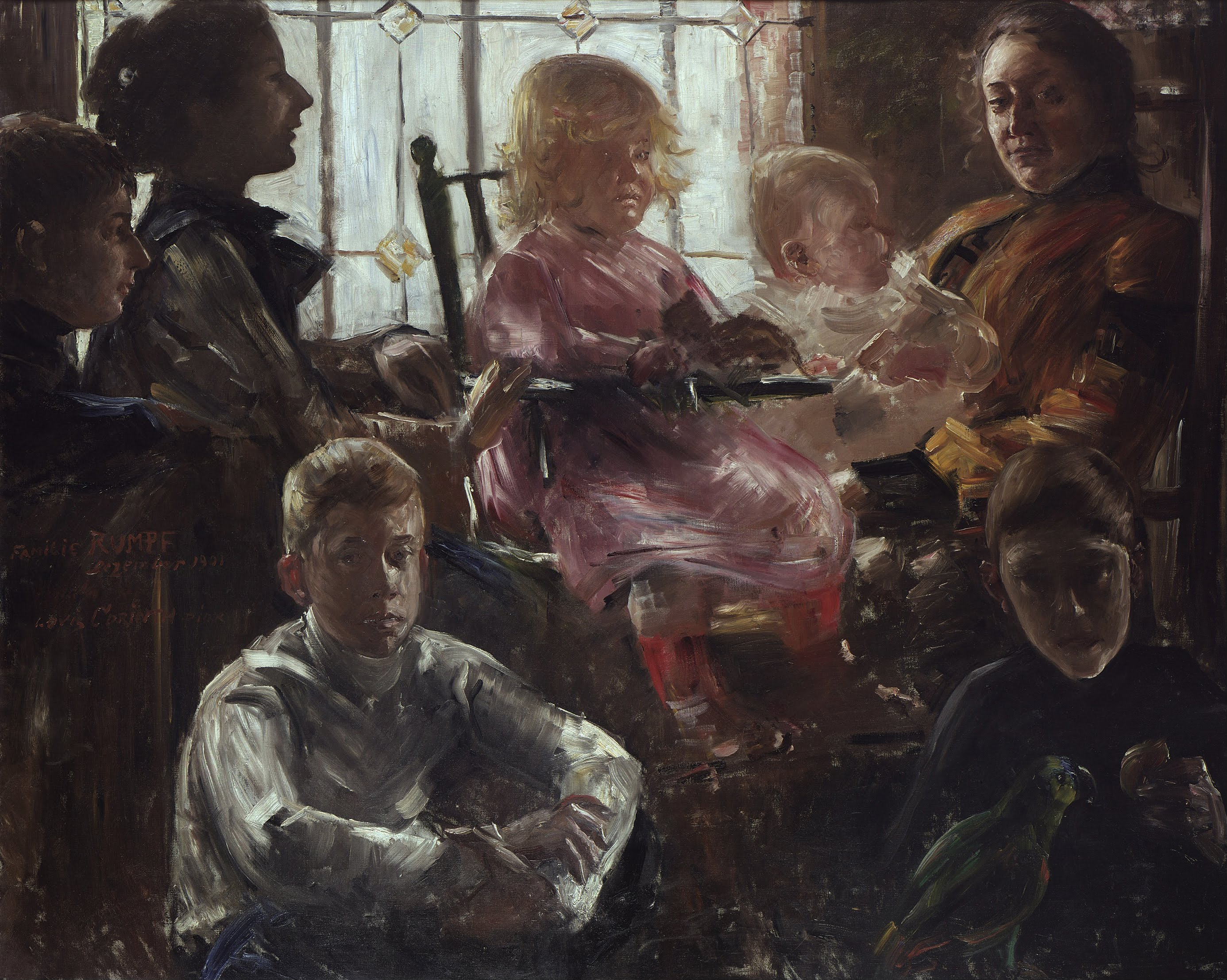
Frau Margarethe Rumpf mit den sechs Kindern auf einer Empore im Esszimmer sitzend, 1901 von Lovis Corinth

Von Charlottenburg zog die Familie nach dem nahen Potsdam. Dem Landschafts- und Architekturmaler boten sich in dieser Residenzstadt besonders Motive des Barock und des Rokokostiles an. Diese Motivvorliebe bewog ihn auch, 1893 nach Würzburg umzuziehen.
1893, nach dem Tod seines Vaters Remigius Ernst Friedrich Karl Rumpf sowie weiterer Erbschaften, war er vermögend geworden, sodass ihn Berliner Freunde auf ein günstiges Angebot eines leicht erhöhten Wassergrundstücks am Heiligen See in Potsdam aufmerksam machten. Mit einem Frankfurter Schulfreund, dem Architekten Gustav Meyer, errichtete er dort von 1894 bis 1895 auf einem 2200 m² großen Grundstück eine 16 Zimmer große, reich gegliederte und verzierte Villa mit Backsteinfassade im sog. Holländischen Neobarock, mit einem hohen Zwiebelturm. Sie verfügt über 740 m² Wohnfläche, verteilt auf vier Etagen. Innen wurde es mit barocken Säulen und Rokokodekor im Salon und einem Empirezimmer ausgestattet. 1895 war die sogenannte „Rote Villa“ am Heiligen See in Potsdam bezugsfertig. Die Familie Fritz Rumpf unterhielt in seiner Villa, in der Berliner Vorstadt, Ludwig-Richter-Straße 17, einen offenen Treffpunkt für Künstler. Viele verschiedenartige Künstler wie Lovis Corinth oder auch die Schauspielerin Tila Durieux waren hier zu Gast. Rumpf setzte sich als Stadtverordneter für den Erhalt des Potsdamer Stadtbildes ein. Er gehörte zu den Initiatoren des 1909 gegründeten Potsdam-Museums, war Förderer der Potsdamer Messbildsammlung und ein Mitbegründer des Potsdamer Kultursommers.

## Engerer Freundeskreis
Zu Lebzeiten des Erbauers Fritz Rumpf lebte, teilweise über mehrere Tage, befreundete Künstler mit in seiner Villa. Henry van de Velde (1863–1957), Constantin Meunier (1831–1905), Max Liebermann (1847–1935), Max Slevogt (1868–1932), Walter Leistikow (1865–1908), Peter Behens (1868–1940), Heinich Schiestl (1864–??), sein Bruder Rudolf Schiestle (1878–1931), der Norweger Bernt Grönvold (1859–1932) und Joseph Sattler (1867–1931) gehörten zum engeren Freundeskreis. 1901 schuf hier Lovis Corinth, der Maler des Impressionismus, das bekannte Familienbild, Frau Margarethe Rumpf mit den sechs Kindern auf einer Empore im Esszimmer sitzend und ein separates Porträtbild von Fritz Rumpf. Das Familienbild ist seit dem Tod von Fritz Rumpf im Besitz der Nationalgalerie Berlin, während das Porträt der Berlinischen Galerie Berlin im Gropiusbau gehört.

## Düsseldorfer Arbeiten
Zu den erhaltenen Arbeiten von Fritz Rumpf (der ältere) selbst, gehört u. a. seine Tätigkeit im künstlerischen Beirat für das Kostümwesen in der ersten Spielzeit 1905/06 des Theaters Düsseldorf für Louise Dumont und ihren Mann Gustav Lindemann. Hier entwarf er für die Eröffnungsinszinierung von Stephen Philips „Paolo und Francesca“ und Schillers „Kabale und Liebe“, auch die Kostüme für Hofmannthals „Elektra“ und Shakespeares „Was ihr wollt“.

## Sommerhaus
Seit 1913 besaß die Familie Fritz Rumpf im schlesischen Schreiberhau ein geräumiges Sommerhaus in einem Waldgrundstück. Schreiberhau im Riesengebirge galt als flächenmäßig größtes Dorf Preußens und Zentrum einer Künstlerkolonie, deren Mittelpunkt Carl Hauptmann (1858–1921) und sein Bruder und Nobelpreisträger Gerhart Hauptmann (1862–1946) im nahen Agnetendorf bildeten.

## Ende
Die Folgen des Ersten Weltkriegs nebst Inflation vernichteten auch das Vermögen der Familie Fritz Rumpf. Die prächtige Villa wurde quasi zum Mehrfamilienheim der gesamten Familie.

## Grabstätte

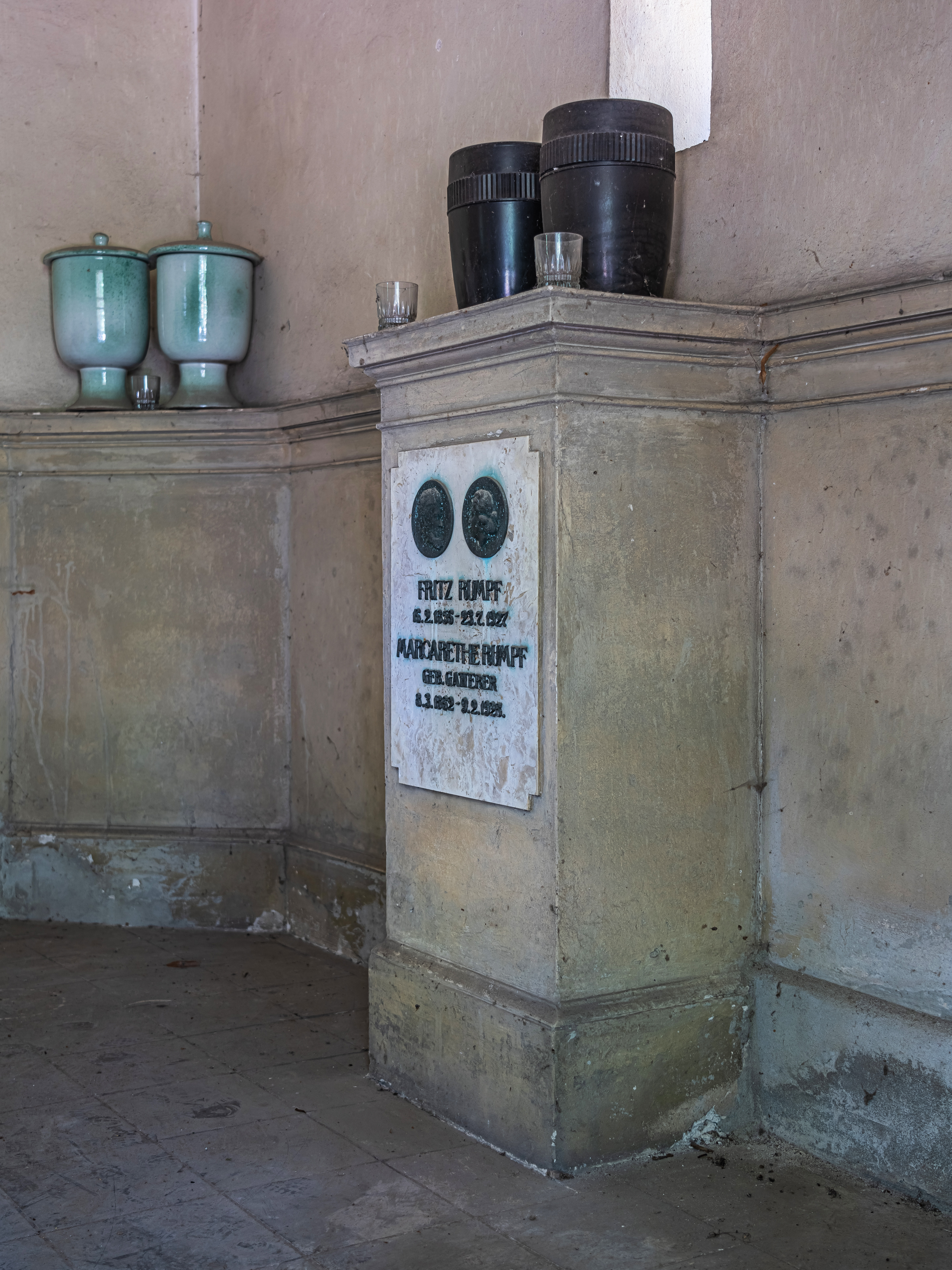
Das Grab Rumpfs

Mausoleum auf dem Neuen Friedhof Potsdam, Standort 7: Fritz Rumpf (1856–1927)

## Schriften (Auswahl)
- Der Mensch und seine Tracht, ihrem Wesen nach geschildert. Berlin 1905.
- Amphitryon, Lustspiel in drei Handlungen und einem Vorspiel, nach Jean Baptiste Poquelin Molière. Oesterheld 1908.
- Die Eigenart des Potsdamer Stadtbildes und Vorschläge zu seiner Erhaltung. Vortrag im Verein der Haus- u. Grundbesitzer, 1913.
- Wenns die Soldaten durch die Stadt marschieren... – Soldatenlieder gesammelt & mit farbigen Bildern versehen von Fritz Rumpf. Erich Reiss Verlag, Berlin 1913.